# Oxbow, New York
Oxbow är en ort i Jefferson  County i delstaten New York, USA.